# Królik francuski baran

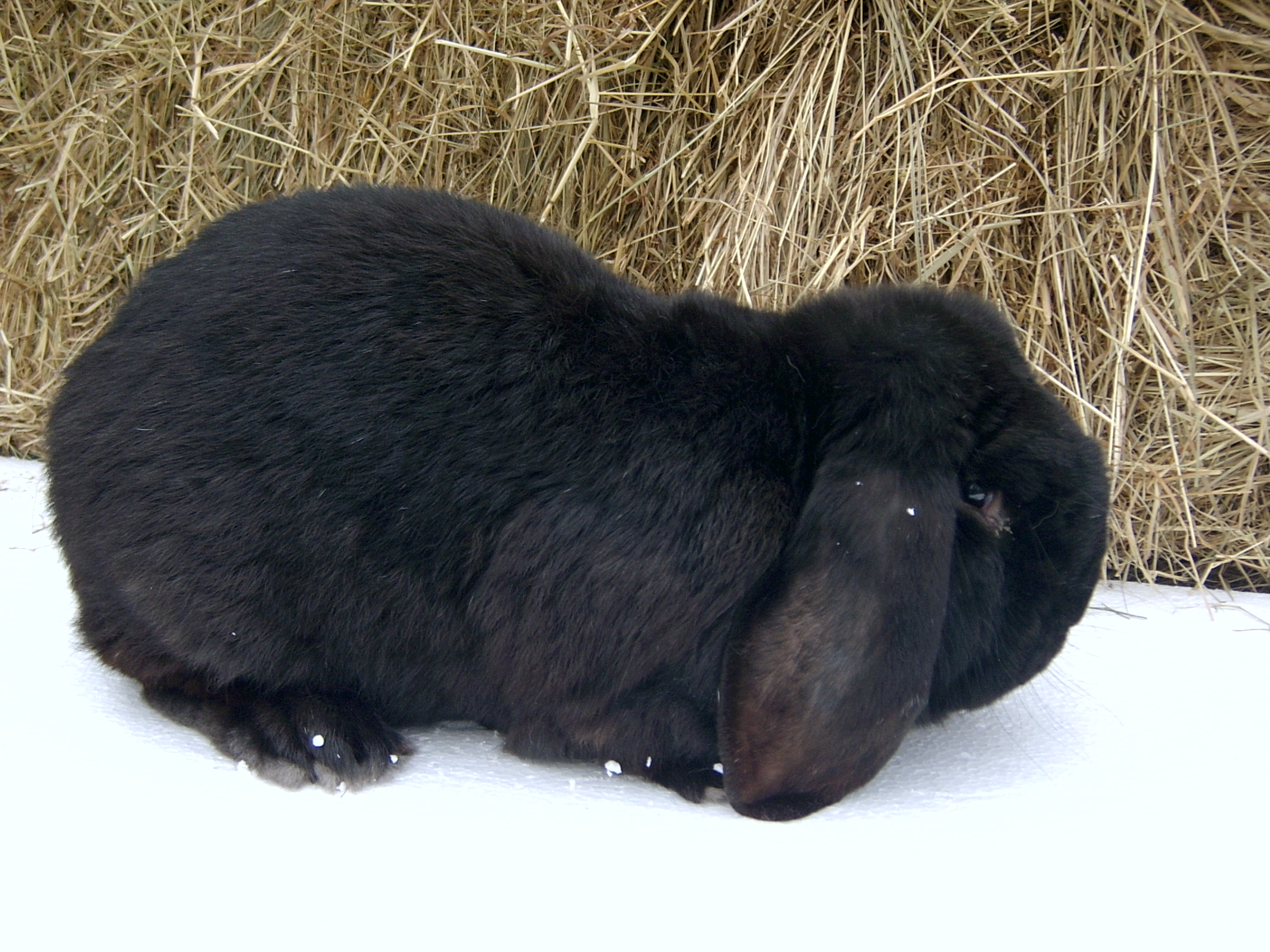
Francuski Baran Czarny

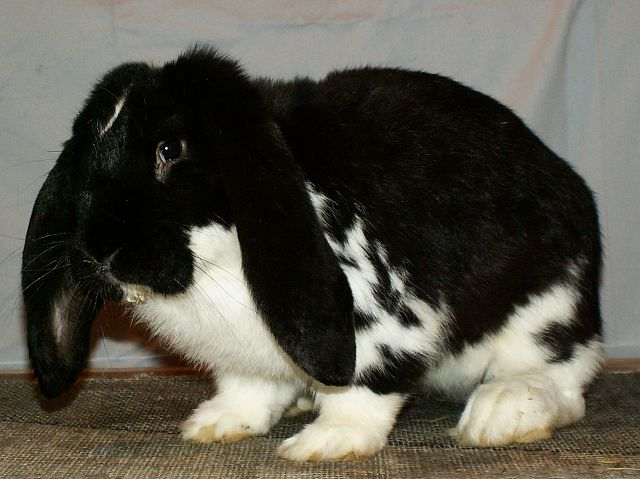

Baran Francuski (Oryctolagus cuniculus) – rasa królika domowego, wyhodowana we Francji około 1863 roku, poprzez krzyżowanie olbrzyma belgijskiego z baranem angielskim i rosłymi królikami normandzkimi.

## Charakterystyka
Osiągają masę 6–6,5 kg. Samce mogą być o 10% mniejsze niż samice. Króliki mają zbitą wałkowatą budowę tułowia. Głowa jest duża, na nosie występuje charakterystyczny garb, uszy bardzo długie (38–45 cm) i zwisające wzdłuż policzków. Młode do kilku tygodni życia mają stojące uszy. Tylne łapy bardzo silne i duże, szyja i przednie kończyny zaś są krótkie. Króliki te mają duże wyraźne oczy i niezbyt głęboko osadzone w oczodole.

## Rozród
Samice osiągają dojrzałość płciową w wieku 6-7 miesięcy, a samce w wieku 7-8 miesięcy. Ciąża trwa 32 dni. W jednym miocie rodzi się 5-10 młodych, lecz czasami zdarza się, że urodzi się 12 osobników.

## Odmiany barwne

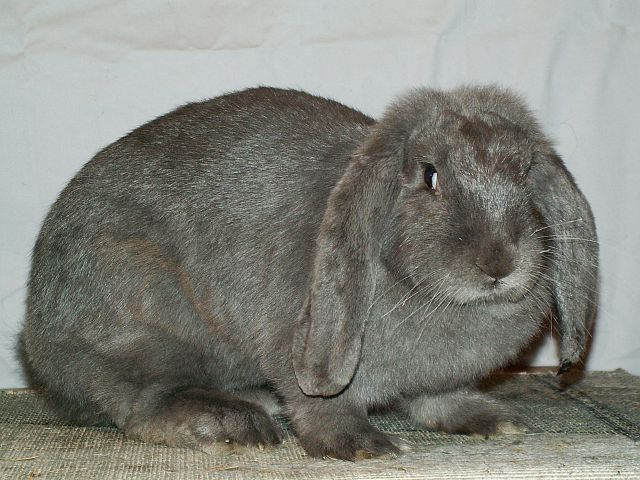

Rasa Francuski Baran posiada wiele istotnych cech dla poszczególnych odmian barwnych:
Francuski Baran Szary (FBS) (ogólna barwa w partii grzbietowej ciemnoszara, boki oraz brzuch nieco jaśniejsze. Klin karkowy mały, lekko brązowy. Uszy czarno obramowane. Wewnętrzna część ud oraz kończyn przednich i spód ogona – białe. Szeroki biały pas okrywy włosowej wzdłuż linii białej brzucha.)

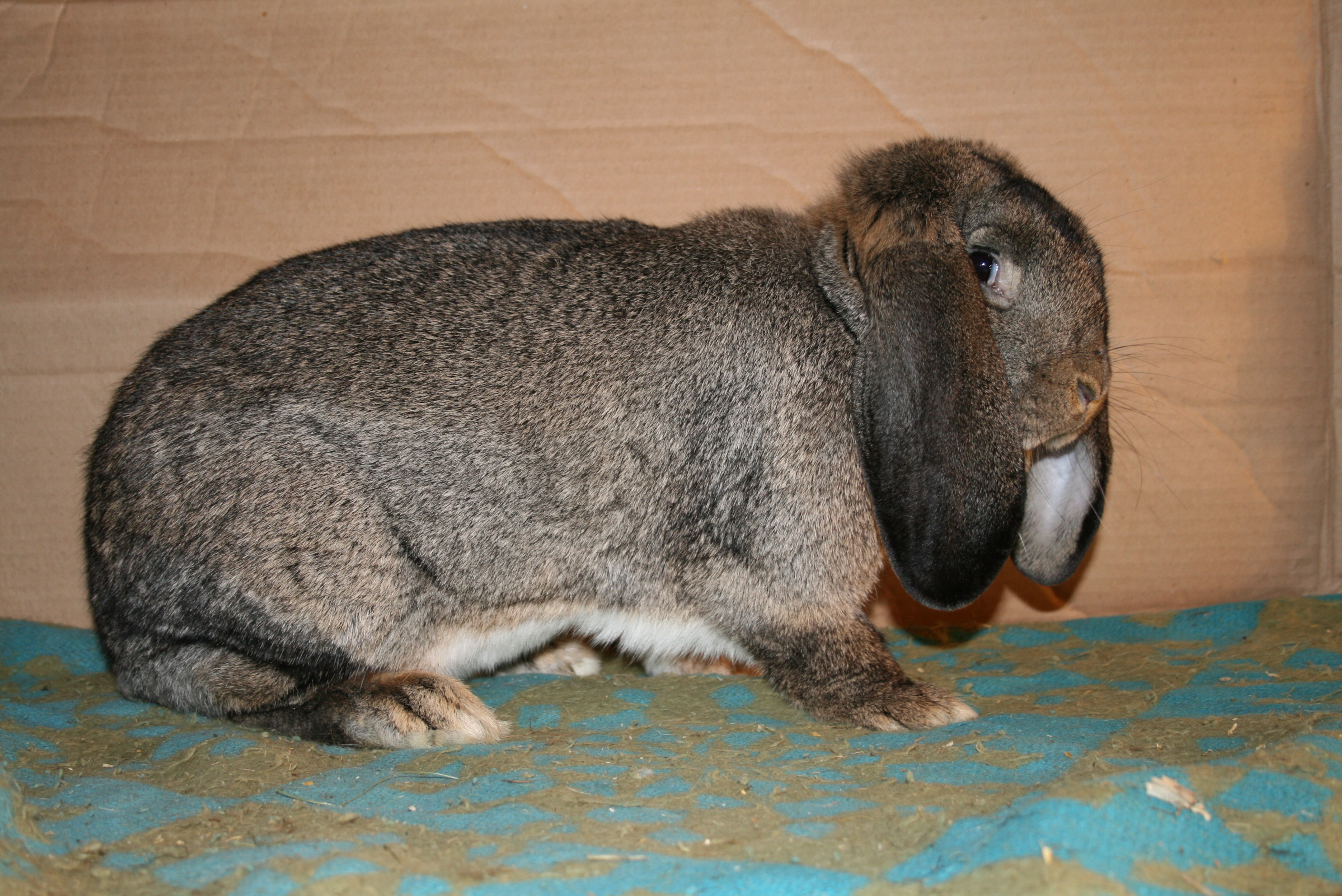
Francuski Baran Żelazisty

Francuski Baran Żelazisty(FBŻl) (ogólną barwę okrywy włosowej tworzą czarne i brązowe włosy, przy czym włosy czarne przeważają. Wewnętrzna część ud oraz kończyn przednich i spód ogona grafitowy. Pas brzuszny ciemnoszary do grafitowego.)
Francuski Baran Czarny (FBC) (barwa włosów pokrywowych jednolicie, głębokoczarna, z wyraźnym połyskiem na całym ciele. W części brzusznej barwa okrywy o mniejszym połysku. Pas brzuszny ciemnoszary do grafitowego.)

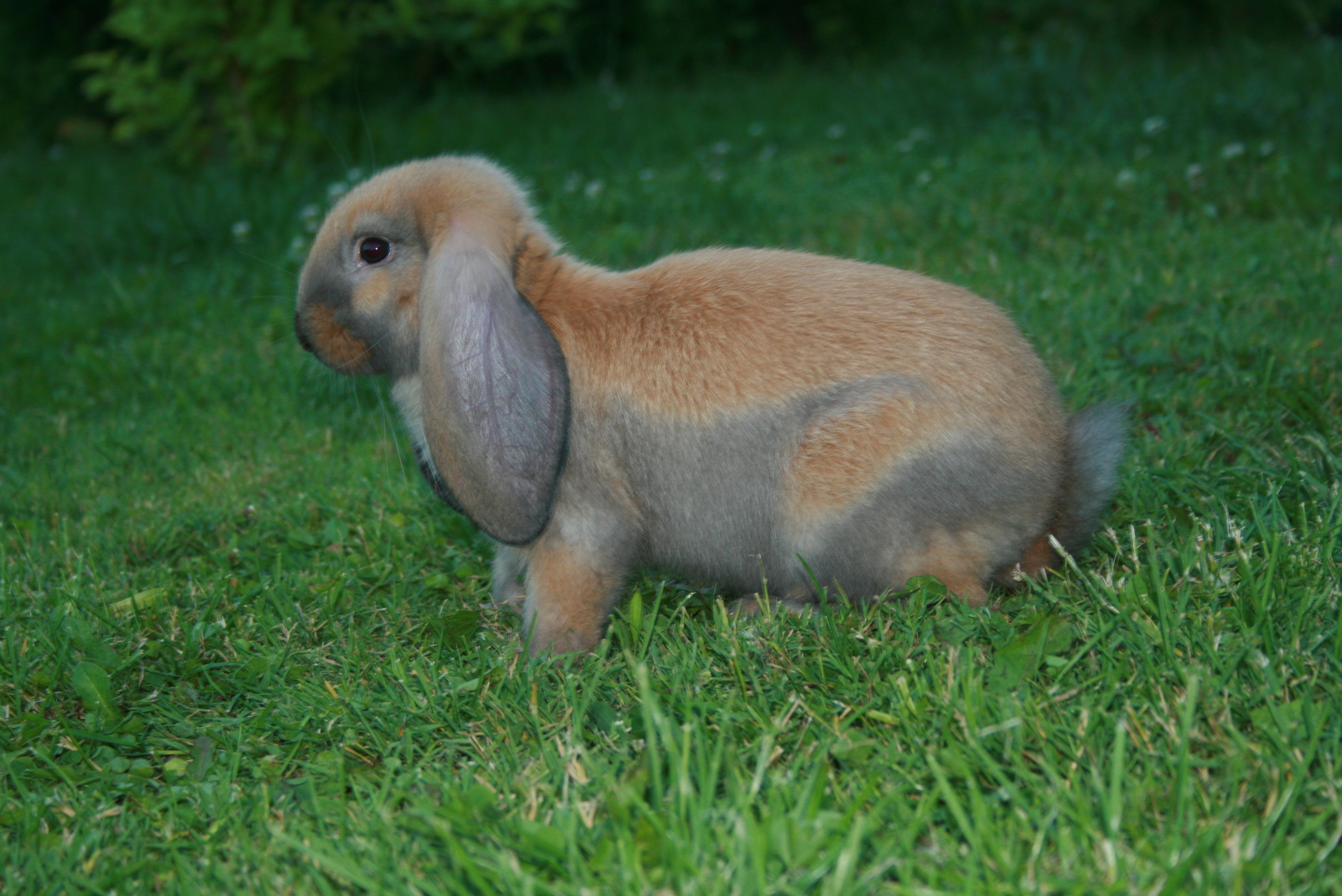
FBM -8 tygodni

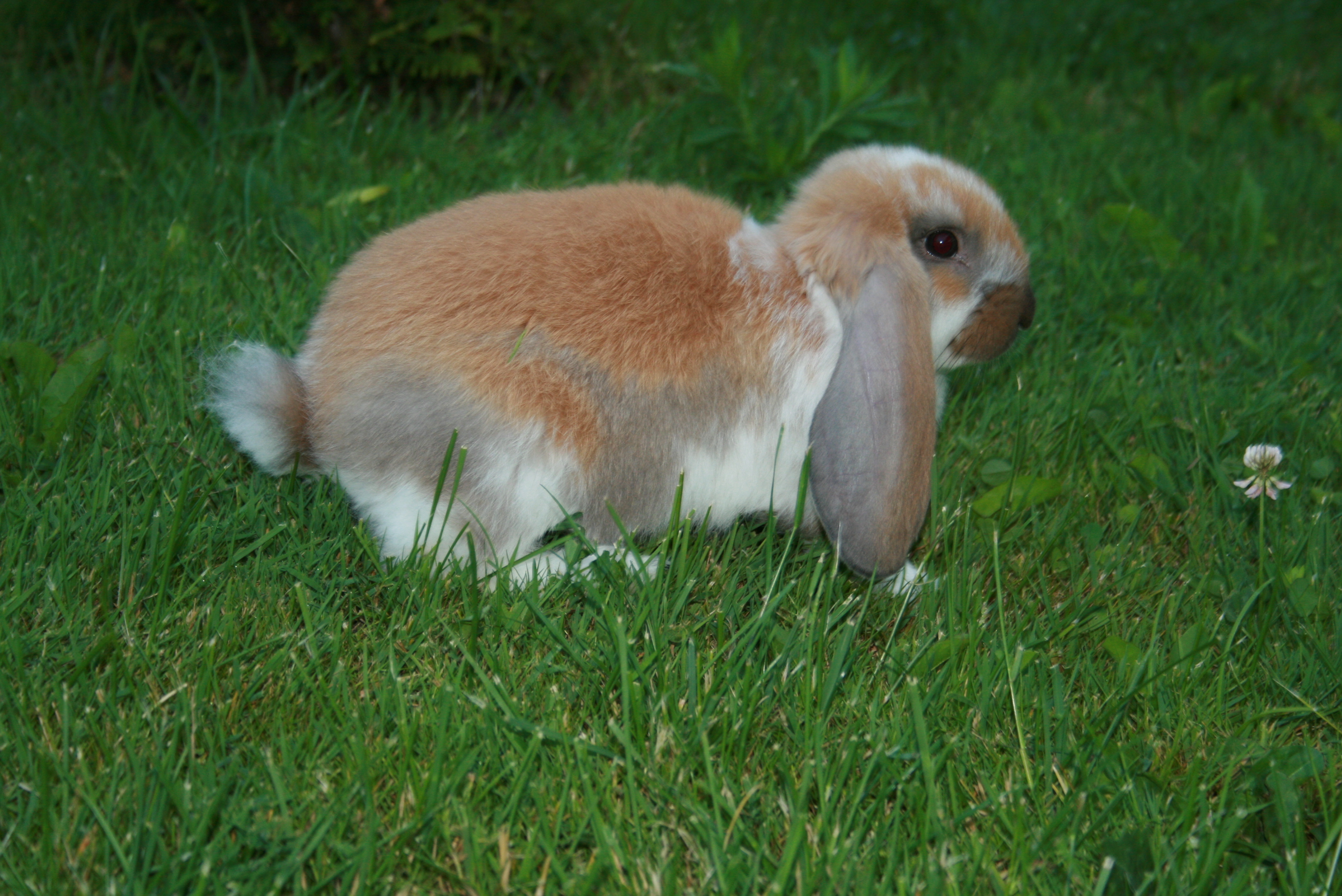
FBMSr 8 tygodni

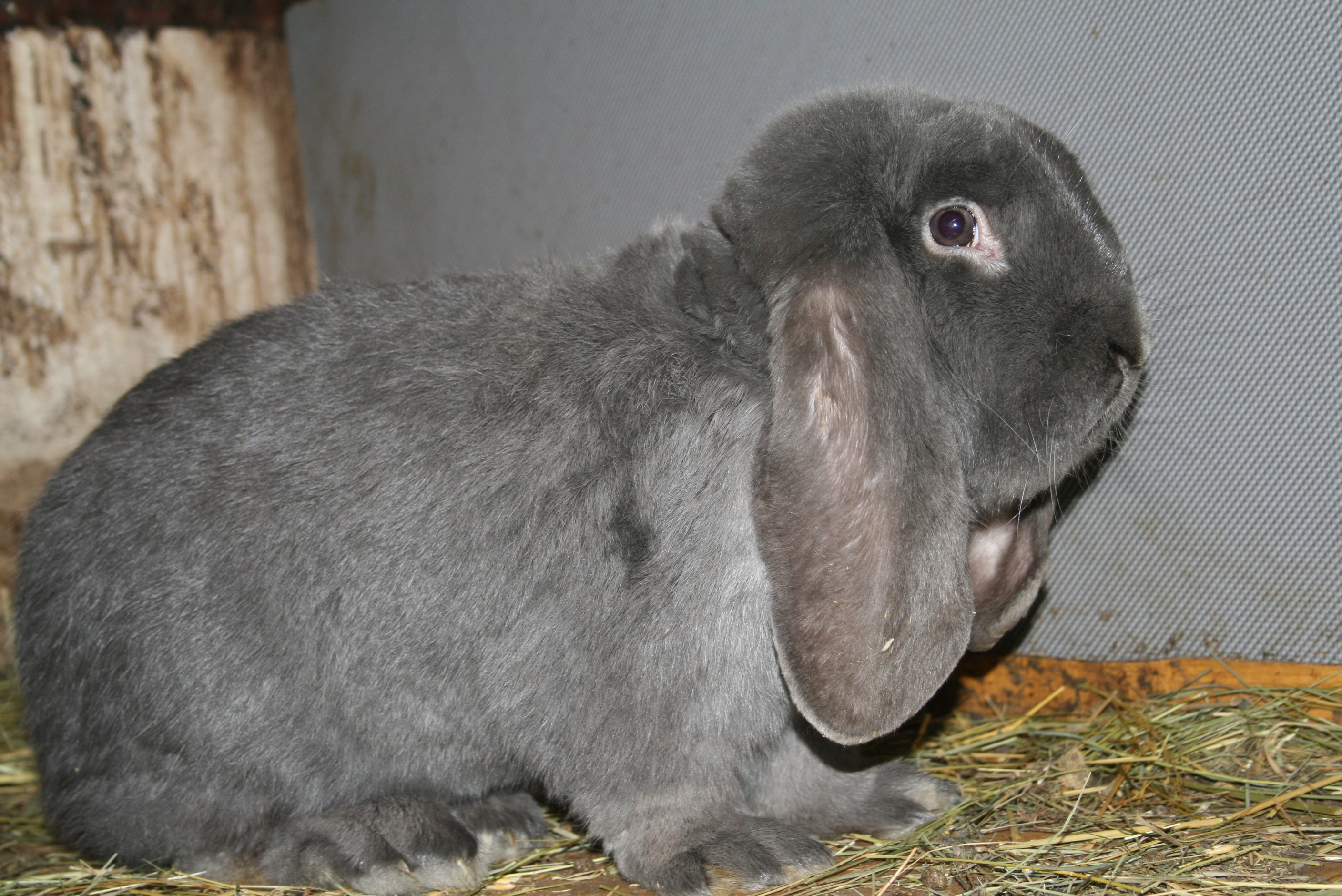
Francuski Baran Niebieski (FBN)

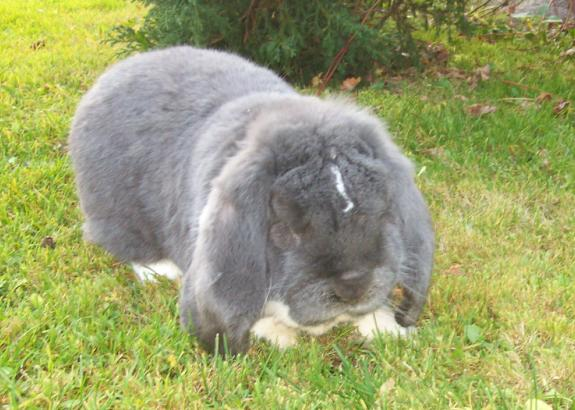
Rasa: Francuski Baran Niebieski Srokacz

Francuski Baran Niebieski (FBN) (barwa włosów pokrywowych ciemnoniebieska, równomierna na całym ciele, o wyraźnym połysku. Ogólna barwa o wrażeniu czarnym z nalotem niebieskim. Barwa okrywy brzucha i wewnętrznych stron ud matowa.)

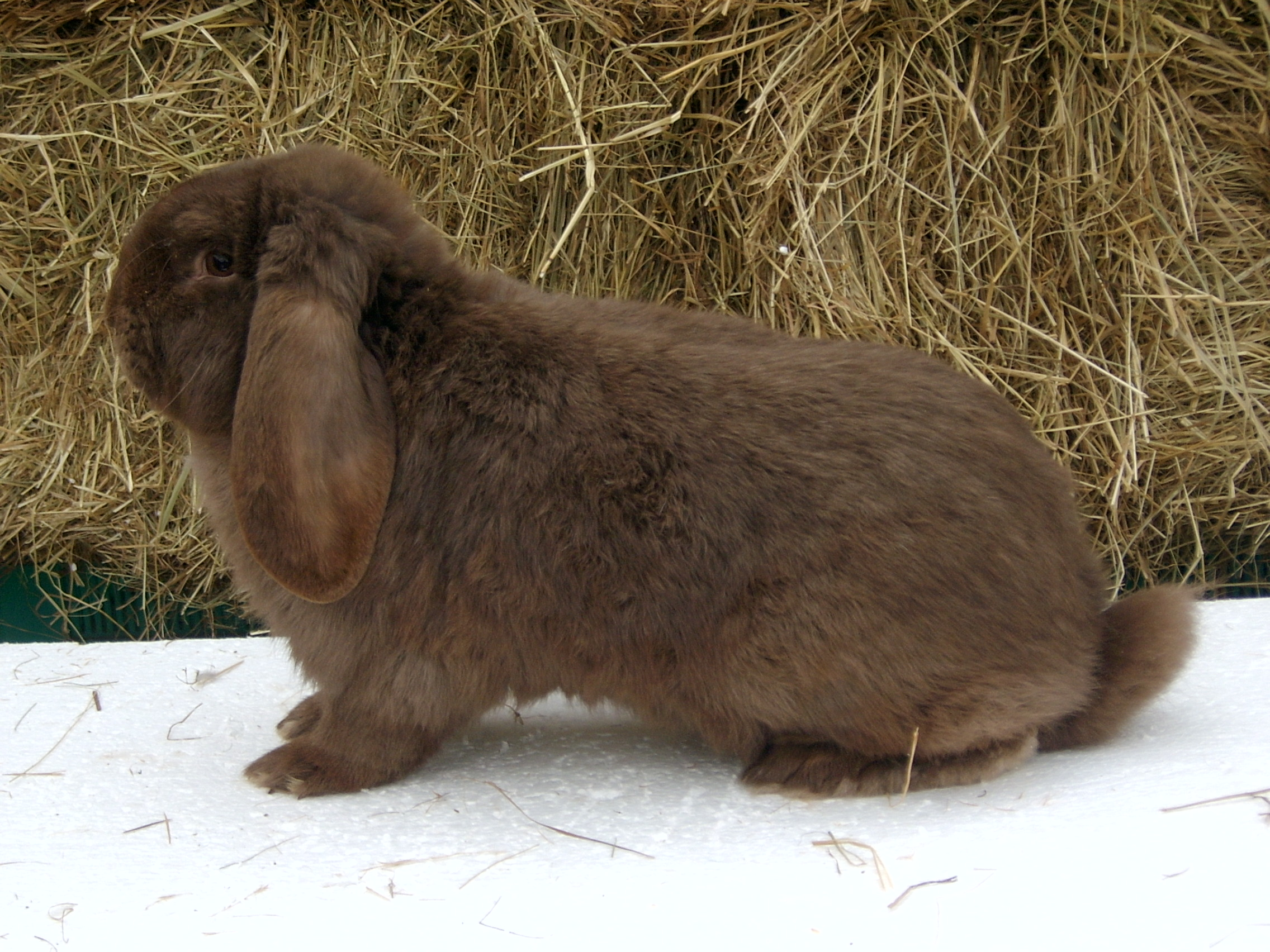
Francuski Baran Havana

Francuski Baran Hawana (FBH) (barwa włosów pokrywowych jednolicie ciemnobrązowa (czekoladowa) z wyraźnym połyskiem na stronie grzbietowej, na stronie brzusznej matowa.)
Francuski Baran Madagaskarowy (FBM) (barwa włosów pokrywowych od złotobrązowej do złotoczerwonej. Na tle tej barwy rozłożone są ciemnobrązowe włosy tworzące jakby owal. Uszy, pysk (tzw. maska), obwódki wokół oczu, brzuch, wewnętrzne strony ud, spód ogona mają barwę brązowoszarą bez woalu z ciemnobrązowych włosów, okrywa matowa. Maska nie może przechodzić powyżej linii oczu. Ciemna i jasna barwa nie może odcinać się ostro od siebie, powinna łagodnie przechodzić jedna w drugą.)

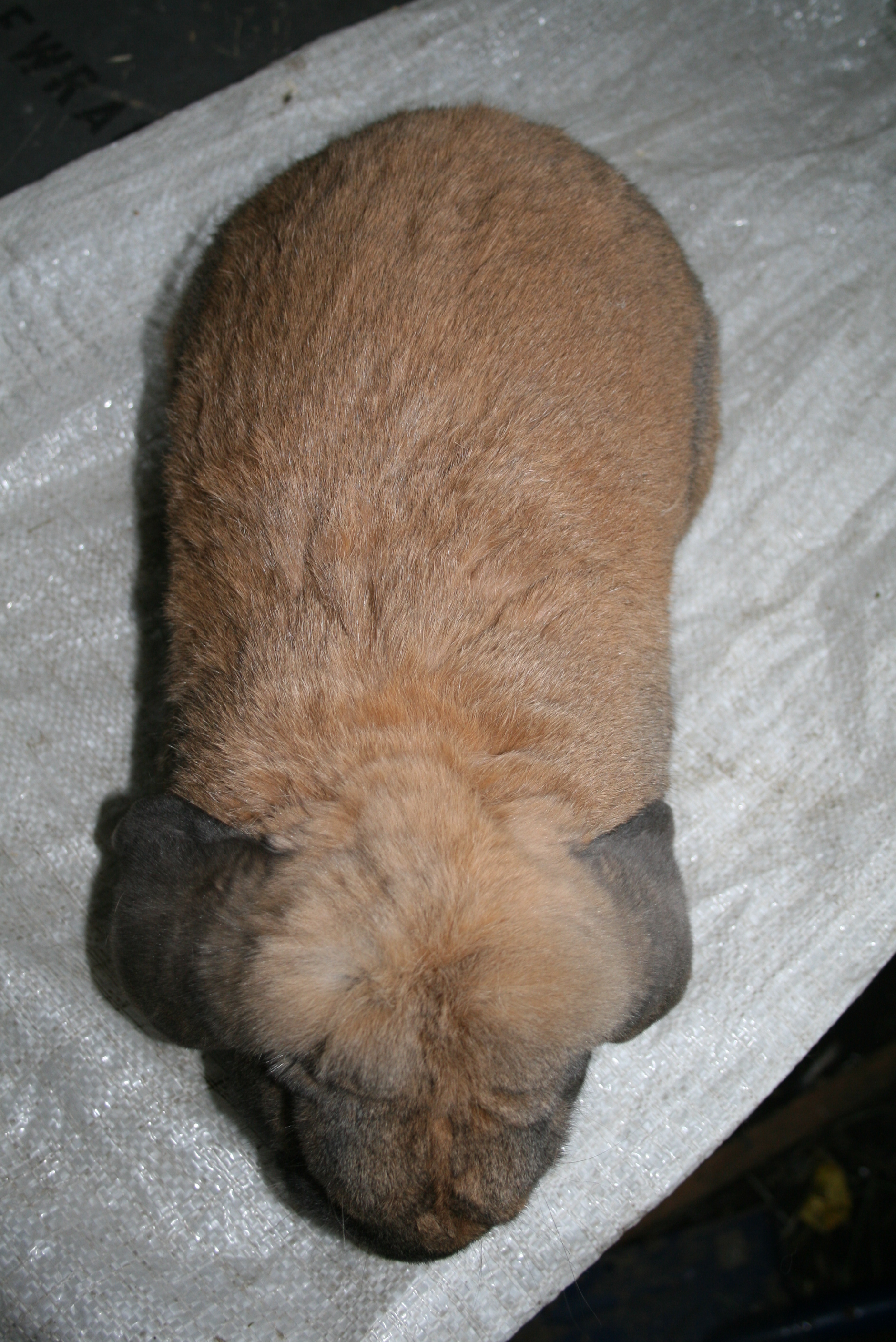
Francuski Baran Madagaskarowy, harmonijna i zbita budowa ciała.

Francuski Baran Szynszylowaty (FBSl) (barwa włosów pokrywowych szara o odcieniu niebieskawym, z ciemnymi i białymi wierzchołkami (woal), równomiernie rozłożona na całym ciele. Klin karkowy mały, w kolorze jasnoszarym. W partii brzusznej barwa włosów jaśniejsza. Uszy ciemne, czarno obramowane. Ogon od strony górnej czarny, przeplatany szarobiałymi włosami, od spodu biały)
Francuski Baran Żółty (FBŻ) (ogólna barwa okrywy włosowej pomarańczowożółta, bez srebrzystości. Oczne obwódki i skroń trochę jaśniejsze. Okrywa włosowa na brzuchu, spodzie ogona i wewnętrznej stronie ud rozjaśniona do koloru jasnokremowego, a nawet białego)

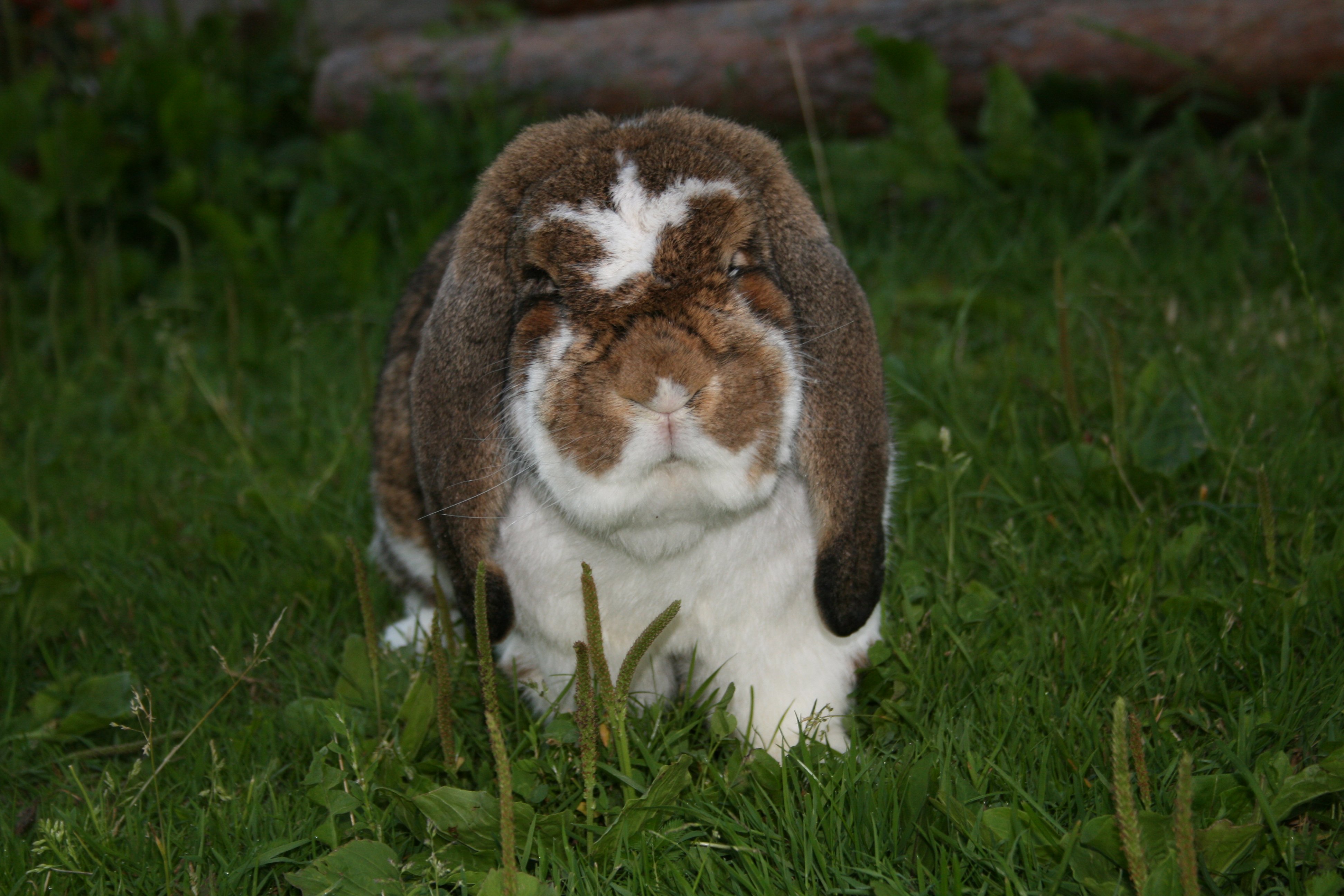
Głowa Francuski Baran Szary Srokacz

Francuski Baran (kolor)Srokacz (FB(kod koloru)Sr) (okrywa włosowa w barwie odpowiadającej jednej z ww. odmian barwnych występuje na głowie (uszy, korona, część nosowa, czoło, okolice oczu), tułowiu w formie tzw. „płaszcza” okrywającego grzbiet, wierzchnią stronę ogona i około2/3 wysokości boków, odcinając się nie regularną linią od barwy białej. „Płaszcz” musi być symetryczny. Piersi, przednie kończyny i dolna część policzków są całe białe. Przeważnie białe są tylne kończyny i brzuch. Nie jest wadą białe zabarwienie pod brodą. Biała strzała, zaczyna się od czoła i przechodzi na koronę, dzieląc ją poprzek na pół. Białe plamy na karku.)
Francuski Baran Biały Czerwonooki (FBBc)
Francuski Baran Biały Niebiekooki (FBBn)

## Barwa: włosów podszyciowych, oczu, pazurków
(FBS) – barwa włosów podszyciowych na całym tułowiu siwo niebieska. Pazurki i oczy o barwie brązowej.
(FBŻl) – barwa włosów podszyciowych na całym tułowiu ciemnostalowa, lekko rozjaśniająca się w kierunku skóry. Oczy barwy od bardzo ciemnobrązowej do czarnej. Pazurki czarne.
(FBC) – barwa włosów podszyciowych intensywnie ciemnoniebieska, oczy i pazurki ciemnobrązowe.
(FBN) – barwa włosów podszyciowych nieco jaśniejsza od włosów pokrywowych, oczy barwy niebieskoszarej, barwa pazurków od szarej do czarnej.
(FBH) – barwa włosów podszyciowych niebieska, jednolita na całej długości włosa, matowa. Oczy brązowe, pazurki ciemnobrązowe.
(FBM) – barwa włosów podszyciowych wyraźnie złotoczerwona. W partiach okrywy brązowo szarej podszycie kremowe. Barwa oczu brązowa, pazurków ciemnoszarobrązowa (ciemnorogowe).
(FBSl) – włosy podszyciowe ciemnoniebieskie zajmujące ok. 2/3 długości włosa, strefa środkowa około 7 mm barwy białoszarej. Nad strefą środkową czarny pas szerokości około 3 mm. Przy rozdmuchiwaniu okrywy wyraźnie widoczna strefowość w ubarwieniu włosów. Oczy ciemnobrązowe, pazurki brązowe do czarnych.
(FBŻ) – barwa włosów podszyciowych pomarańczowo-żółta, oczy brązowe, pazurki ciemnobrązowe.
(FBSr) w ww. odmianach barwnych – w barwnych partiach okrywy włosowej włosy podszyciowe w barwie typowej dla danej odmiany. Białe podszycie przy białej okrywie włosowej. Oczy i pazurki w barwie odpowiadającej danej odmianie.
(FBBc) – barwa włosów podszyciowych śnieżnobiała, oczy czerwone lub karminowe, pazurki białe.

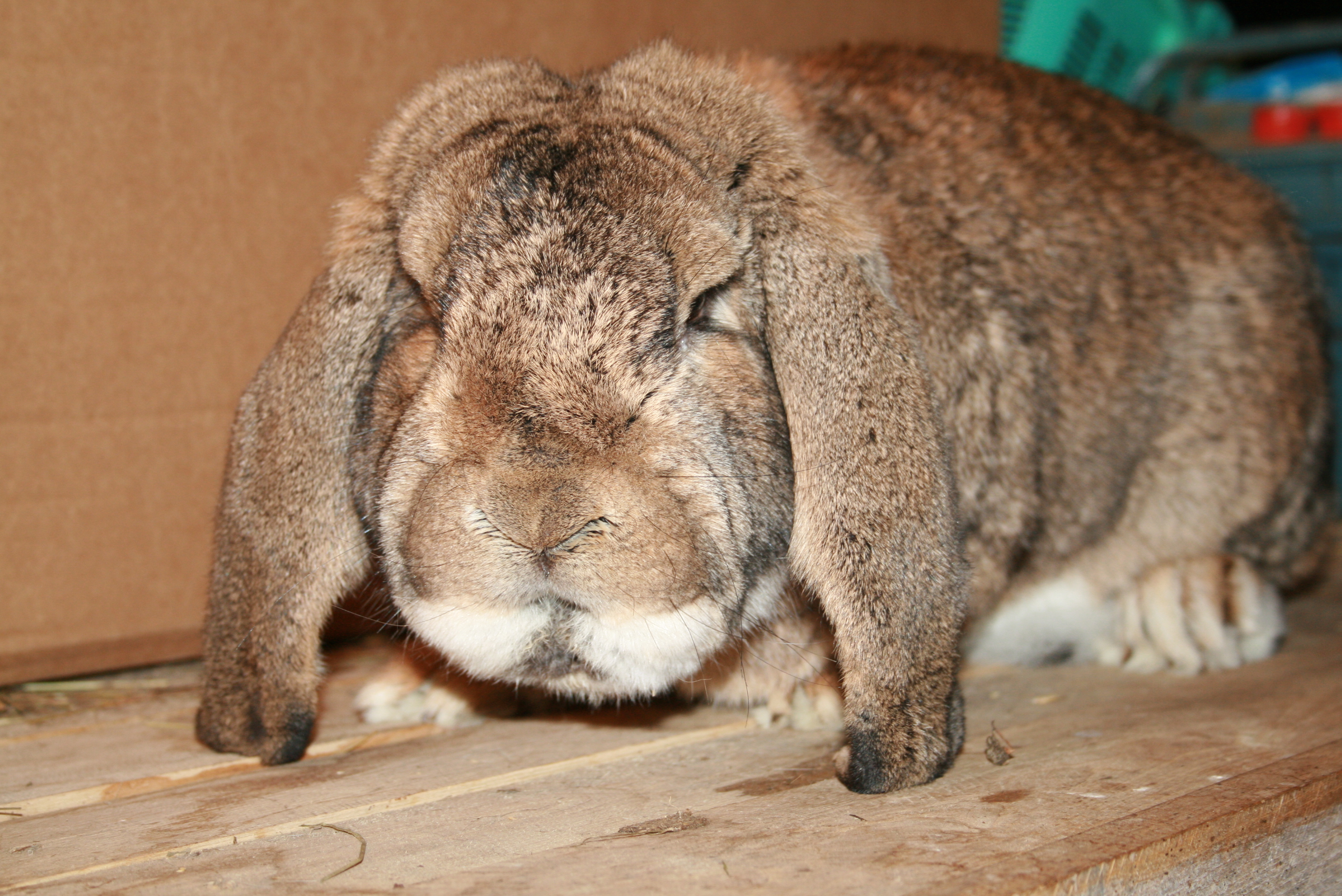
FBS

(FBBn) – barwa włosów podszyciowych śnieżnobiała, oczy szaroniebieskie, pazurki białe.